# 星形菱形三十面體
在幾何學中，星形菱形三十面體是指菱形三十面體的星形化體，即把菱形三十面體的面和邊沿伸直到向外相交成星形的立體。溫尼爾在他的書《多面體模型》中列出許多星形多面體模型，其中也收錄了一些星形菱形三十面體，例如内侧菱形三十面体。

## 歷史
星形菱形三十面體是一種多面體類型，屬於此類的多面體數量非常龐大。埃德（Ede）在1958年時列舉了13種基本的星形菱形三十面體類型。鮑萊（Pawley）在1973年時提出了一些規則以令星形菱形三十面體可以完全被枚舉。
這些多面體種類繁多，大多都並未被觀察及描繪，因此大多數並未命名。梅塞爾（Messer）在1995年描述了其中227個星形化體（含原像菱形三十面體在內，即1種凸多面體和226種星形多面體）。

## 種類
菱形三十面體透過全部匹配能產生227種星形菱形三十面體，其中包括了115個鏡像不變的立體和112個具有手性鏡像的立體；透過米勒的規則
可以產生358833098種星形菱形三十面體，其中包括了84959個鏡像不變的立體和358748139種具有手性鏡像的立體。

### 已命名的星形菱形三十面體
已命名的星形菱形三十面體十分少，其命名的原因多半與星形菱形三十面體無關，而是因為其他研究的同時剛好研究的立體屬於星形菱形三十面體，例如五複合立方體雖是一種星形菱形三十面體，但其因為是立方體複合體的相關研究而得名。

#### 黃金一百二十面體

第一星形菱形三十面體的簡單多面體形式有120個面，又稱黃金一百二十面體。

第一星形菱形三十面體，又稱黃金一百二十面體，是菱形三十面體星形化的第一種形式，其對應形狀轉化為間單多面體（即去除自相交面隱沒於立體內部的面）後所形成的立體共由120個面、62個頂點和180條邊組成，且五種柏拉圖立體皆可以共用頂點地嵌入這個立體中。
黃金一百二十面體的頂點座標都是由以下集合的元素組成：
{−φ³, −φ², −φ, 0, φ, φ², φ³}
其中，φ為黃金比例。
黃金一百二十面體的62個頂點，其中20個是來自一個正十二面體（或是為五個正四面體以兩種方式重和的五複合正四面體）、5x6=30個來自5個正八面體和12個來自一個正二十面體。

### 列表
| 名稱                 | 對稱群 | 圖像 | 星狀圖 |
| -------------------- | ------ | ---- | ------ |
| 菱形三十面體         | Ih     |      |        |
| 黃金一百二十面體     | Ih     |      |        |
| 菱形六十面體         | Ih     |      |        |
| 五複合立方體         | Ih     |      |        |
| 内侧菱形三十面体     | Ih     |      |        |
| 大菱形三十面體       | Ih     |      |        |
| 完全星形菱形三十面體 | Ih     |      |        |

## 用途
部分星形菱形三十面體被一些數學學者認為是具代表性的立體，用於一些與幾何學相關著作的封面或標誌，例如大菱形三十面體和菱形六十面體。前者被用於多面體領域著名著作《正多胞形》的封面上，後者為Wolfram Alpha的标志。

## 外部連結
- 埃里克·韦斯坦因. . MathWorld.